# Панин, Виктор Петрович (1943)
Виктор Петрович Панин (род. 5 октября 1943, Челябинск) — советский хоккеист, нападающий, футболист.

## Биография
Воспитанник команды ЧТПЗ. Выступал за команды «Восход» Челябинск (1959/60, 1968/69), «Трактор» Челябинск (1960/61 — 1964/65), «Горняк» Рудный (1965/66 — 1966/67), «Автомобилист» / «Енбек» Алма-Ата (1967/68), «Строитель» Караганда (1968/69), «Локомотив» Москва (1969/70),
«Локомотив» Омск (1970/71 — 1971/72), «Химик» / «Шинник» Омск (1974/75 — 1976/76).
В 1960—1961 годах играл футбольную команду класса «Б» «Локомотив» Челябинск.